# Tropinota paulae
Tropinota paulae är en skalbaggsart som beskrevs av Leo 2010. Tropinota paulae ingår i släktet Tropinota och familjen Cetoniidae. Inga underarter finns listade i Catalogue of Life.